# Tour de France 2014 – 13. etap
13. etap kolarskiego wyścigu Tour de France 2014 odbył się 18 lipca. Start etapu miał miejsce w miejscowości Saint-Étienne, zaś meta w Chamrousse. Etap liczył 197,5 kilometra.
Zwycięzcą etapu został lider wyścigu – włoski kolarz Vincenzo Nibali. Drugie miejsce zajął Polak Rafał Majka, a trzecie Czech Leopold König.

## Premie
Na 13. etapie były następujące premie:
| Rodzaj | Rodzaj            | Miejscowość/ Miejsce         | Kilometry (od startu) | Kilometry (do mety) |
| ------ | ----------------- | ---------------------------- | --------------------- | ------------------- |
|        | Górska (III kat.) | Col de la Croix de Montvieux | 24 km                 | 173,5 km            |
|        | Górska (I kat.)   | Col de Palaquit              | 152 km                | 45,5 km             |
|        | Lotna             | Saint-Martin-d’Hères         | 169,5 km              | 28 km               |
|        | Górska (HC kat.)  | Montée de Chamrousse         | 197,5 km              | 0 km                |

### Wyniki
| Górska – Col de la Croix de Montvieux |                   |        |        |
| Miejsce                               | Zawodnik          | Zespół | Punkty |
| 1.                                    | Giovanni Visconti | MOV    | 2      |
| 2.                                    | Blel Kadri        | ALM    | 1      |

| Lotna – Saint-Martin-d’Hères |                       |        |        |
| Miejsce                      | Zawodnik              | Zespół | Punkty |
| 1.                           | Alessandro De Marchi  | CAN    | 20     |
| 2.                           | Jan Bakelants         | OPQ    | 17     |
| 3.                           | Greg Van Avermaet     | BMC    | 15     |
| 4.                           | Jérémy Roy            | FDJ    | 13     |
| 5.                           | Arnold Jeannesson     | FDJ    | 11     |
| 6.                           | Thibaut Pinot         | FDJ    | 10     |
| 7.                           | José Joaquín Rojas    | MOV    | 9      |
| 8.                           | Lieuwe Westra         | AST    | 8      |
| 9.                           | Tanel Kangert         | AST    | 7      |
| 10.                          | Mikaël Cherel         | ALM    | 6      |
| 11.                          | Jurgen Van den Broeck | LTB    | 5      |
| 12.                          | Adam Hansen           | LTB    | 4      |
| 13.                          | Pierre Rolland        | EUC    | 3      |
| 14.                          | Vincenzo Nibali       | AST    | 2      |
| 15.                          | Richie Porte          | SKY    | 1      |

| Górska – Col de Palaquit |                      |        |        |
| Miejsce                  | Zawodnik             | Zespół | Punkty |
| 1.                       | Alessandro De Marchi | CAN    | 10     |
| 2.                       | Jan Bakelants        | OPQ    | 8      |
| 3.                       | Luis Ángel Maté      | COF    | 6      |
| 4.                       | Jérôme Pineau        | IAM    | 4      |
| 5.                       | Joaquim Rodríguez    | KAT    | 2      |
| 6.                       | Thibaut Pinot        | FDJ    | 1      |

| Górska – Montée de Chamrousse |                        |        |        |
| Miejsce                       | Zawodnik               | Zespół | Punkty |
| 1.                            | Vincenzo Nibali        | AST    | 50     |
| 2.                            | Rafał Majka            | TTS    | 40     |
| 3.                            | Leopold König          | TNE    | 32     |
| 4.                            | Alejandro Valverde     | MOV    | 28     |
| 5.                            | Thibaut Pinot          | FDJ    | 24     |
| 6.                            | Tejay van Garderen     | BMC    | 20     |
| 7.                            | Romain Bardet          | ALM    | 16     |
| 8.                            | Laurens ten Dam        | BEL    | 12     |
| 9.                            | Jean-Christophe Péraud | ALM    | 8      |
| 10.                           | Fränk Schleck          | TRE    | 4      |

## Wyniki etapu
| Miejsce | Zawodnik               | Państwo           | Zespół                               | Czas       | Punkty |
| ------- | ---------------------- | ----------------- | ------------------------------------ | ---------- | ------ |
| 1.      | Vincenzo Nibali        | Włochy            | Astana Pro Team                      | 5h 12' 29" | 20     |
| 2.      | Rafał Majka            | Polska            | Tinkoff-Saxo                         | +10"       | 17     |
| 3.      | Leopold König          | Czechy            | Team NetApp-Endura                   | +11"       | 15     |
| 4.      | Alejandro Valverde     | Hiszpania         | Movistar Team                        | +50"       | 13     |
| 5.      | Thibaut Pinot          | Francja           | FDJ.fr                               | +53"       | 11     |
| 6.      | Tejay van Garderen     | Stany Zjednoczone | BMC Racing Team                      | +1' 23"    | 10     |
| 7.      | Romain Bardet          | Francja           | Ag2r-La Mondiale                     | +1' 23"    | 9      |
| 8.      | Laurens ten Dam        | Holandia          | Belkin Pro Cycling Team              | +1' 36"    | 8      |
| 9.      | Jean-Christophe Péraud | Francja           | Ag2r-La Mondiale                     | +2' 09"    | 7      |
| 10.     | Fränk Schleck          | Luksemburg        | Trek Factory Racing                  | +2' 09"    | 6      |
| 11.     | Haimar Zubeldia        | Hiszpania         | Trek Factory Racing                  | +2' 09"    | 5      |
| 12.     | Jurgen Van den Broeck  | Belgia            | Lotto-Belisol                        | +2' 09"    | 4      |
| 13.     | Bauke Mollema          | Holandia          | Belkin Pro Cycling Team              | +2' 09"    | 3      |
| 14.     | Pierre Rolland         | Francja           | Team Europcar                        | +3' 01"    | 2      |
| 15.     | Rui Costa              | Portugalia        | Lampre-Merida                        | +3' 01"    | 1      |
| 16.     | Michael Rogers         | Australia         | Tinkoff-Saxo                         | +3' 07"    | —      |
| 17.     | Chris Horner           | Stany Zjednoczone | Lampre-Merida                        | +3' 11"    | —      |
| 18.     | Ben Gastauer           | Holandia          | Ag2r-La Mondiale                     | +4' 02"    | —      |
| 19.     | Michał Kwiatkowski     | Polska            | Omega Pharma-Quick-Step Cycling Team | +4' 12"    | —      |
| 20.     | Brice Feillu           | Francja           | Bretagne-Séché Environnement         | +5' 55"    | —      |
|         |                        |                   |                                      |            |        |
| 42.     | Alessandro De Marchi   | Włochy            | Cannondale Pro Cycling               | +19' 10"   | —      |

## Klasyfikacje po 13. etapie

### Klasyfikacja generalna
| Miejsce | Zawodnik               | Państwo           | Zespół                  | Czas        |
| ------- | ---------------------- | ----------------- | ----------------------- | ----------- |
|         | Vincenzo Nibali        | Włochy            | Astana Pro Team         | 56h 44' 03" |
| 2.      | Alejandro Valverde     | Hiszpania         | Movistar Team           | +3' 37"     |
| 3.      | Romain Bardet          | Francja           | Ag2r-La Mondiale        | +4' 24"     |
| 4.      | Thibaut Pinot          | Francja           | FDJ.fr                  | +4' 40"     |
| 5.      | Tejay van Garderen     | Stany Zjednoczone | BMC Racing Team         | +5' 19"     |
| 6.      | Jean-Christophe Péraud | Francja           | Ag2r-La Mondiale        | +6' 06"     |
| 7.      | Bauke Mollema          | Holandia          | Belkin Pro Cycling Team | +6' 17"     |
| 8.      | Jurgen Van den Broeck  | Belgia            | Lotto-Belisol           | +6' 27"     |
| 9.      | Rui Costa              | Portugalia        | Lampre-Merida           | +8' 35"     |
| 10.     | Leopold König          | Czechy            | Team NetApp-Endura      | +8' 36"     |

### Klasyfikacja punktowa
| Miejsce | Zawodnik           | Państwo   | Zespół                               | Punkty   |
| ------- | ------------------ | --------- | ------------------------------------ | -------- |
|         | Peter Sagan        | Słowacja  | Cannondale Pro Cycling               | 341 pkt. |
| 2.      | Bryan Coquard      | Francja   | Team Europcar                        | 191 pkt. |
| 3.      | Alexander Kristoff | Norwegia  | Team Katusha                         | 172 pkt. |
| 4.      | Marcel Kittel      | Niemcy    | Team Giant-Shimano                   | 167 pkt. |
| 5.      | Mark Renshaw       | Australia | Omega Pharma-Quick-Step Cycling Team | 118 pkt. |

### Klasyfikacja górska
| Miejsce | Zawodnik           | Państwo   | Zespół            | Punkty  |
| ------- | ------------------ | --------- | ----------------- | ------- |
|         | Vincenzo Nibali    | Włochy    | Astana Pro Team   | 70 pkt. |
| 2.      | Joaquim Rodríguez  | Hiszpania | Joaquim Rodríguez | 53 pkt. |
| 3.      | Thibaut Pinot      | Francja   | FDJ.fr            | 41 pkt. |
| 4.      | Alejandro Valverde | Hiszpania | Movistar Team     | 40 pkt. |
| 5.      | Rafał Majka        | Polska    | Tinkoff-Saxo      | 40 pkt. |

### Klasyfikacja młodzieżowa
| Miejsce | Zawodnik           | Państwo  | Zespół                               | Czas        |
| ------- | ------------------ | -------- | ------------------------------------ | ----------- |
|         | Romain Bardet      | Francja  | Ag2r-La Mondiale                     | 56h 48' 27" |
| 2.      | Thibaut Pinot      | Francja  | FDJ.fr                               | +16"        |
| 3.      | Michał Kwiatkowski | Polska   | Omega Pharma-Quick-Step Cycling Team | +4' 27"     |
| 4.      | Tom Dumoulin       | Holandia | Team Giant-Shimano                   | +37' 50"    |
| 5.      | Peter Sagan        | Słowacja | Cannondale Pro Cycling               | +1h 15' 22" |

### Klasyfikacja drużynowa
| Miejsce | Zespół                  | Państwo           | Czas         |
| ------- | ----------------------- | ----------------- | ------------ |
|         | Ag2r-La Mondiale        | Francja           | 170h 27' 17" |
| 2.      | Belkin Pro Cycling Team | Holandia          | +9' 24"      |
| 3.      | Team Sky                | Wielka Brytania   | +23' 46"     |
| 4.      | Astana Pro Team         | Kazachstan        | +29' 20"     |
| 5.      | BMC Racing Team         | Stany Zjednoczone | +33' 31"     |